# Francis Haskell
Pour les articles homonymes, voir Haskell (homonymie).
Francis Haskell (1928-2000) est un historien de l'art et un professeur britannique, dont les écrits portent plus particulièrement sur l'histoire sociale de l'art. Son ouvrage, Mécènes et peintres (1963), est considéré comme fondateur et essentiel à la compréhension du rapport entre mécènes et artistes.

## Éléments biographiques
Francis James Herbert Haskell est né le 7 avril 1928 à Londres. Il est né dans un milieu francophone : sa mère Vera Saitzoff, une danseuse russe, est mariée à Arnold Haskell (en), qui est un critique spécialiste de l'opéra et des ballets, proche de Ninette de Valois, et futur directeur du Royal Ballet School ; le couple s'exprime à la maison dans cette langue et le jeune Francis est élevé au croisement de trois cultures (britannique, française et russe), dans une famille éprise d'art.
Il suit des études d'histoire à Eton et au King's College de Cambridge, dont il devient fellow en 1954. Haskell est à cette époque également membre du club Cambridge Apostles, qui regroupe les étudiants les plus brillants. Nikolaus Pevsner lui propose de prendre pour sujet de thèse le Jesuitenstil (le « style jésuite »), ce qui le conduit à Rome, où il s'attache plus particulièrement à l'étude du système des « commandes » et du « patronage » artistique. Il soutient sa thèse en 1955. Ce sont ces travaux qui alimenteront plus tard, en 1963, son premier ouvrage, Patrons and Painters: a Study of the Relations between Art and Society in the Age of the Baroque (Mécènes et peintres), large et riche panorama du marché de l'art dans l'Italie du XVIIe et du XVIIIe siècle, détaillant plus particulièrement le cas des collections privées de Rome et de Venise. Cet ouvrage et plus généralement l'ensemble de ses travaux cherchent à mettre en évidence les phénomènes sociologiques liés à l'art.
En 1965, il épouse la Russe Larissa Salmina, historienne de l'art et alors conservatrice au musée de l'Ermitage de Saint-Pétersbourg. Après plus de dix ans au King's College de Cambridge, avec lequel il conservera toujours des liens étroits, il est nommé professeur d'histoire de l'art à l'université d'Oxford en 1967, poste qu'il occupera jusqu'en 1995, date à laquelle il prend sa retraite. Il est par ailleurs chercheur associé auprès l'Ashmolean Museum et donne des conférences dans le monde entier, à la fois en anglais, en français et en italien.
De 1967 à 1997, il est administrateur de la Wallace Collection. De 1976 à sa mort, il est membre consultant du Art Fund.
En 1981, il publie aux côtés de Nicholas Penny une nouvelle étude majeure, Taste and the Antique (Pour l'amour de l'antique), portant sur la sociologie du goût en Europe à l'époque classique, thème central de ses recherches.
Il meurt le 18 janvier 2000 à Oxford des suites d'un cancer. Son dernier ouvrage, publié à titre posthume, The Ephemeral Museum: Old Master Paintings and the Rise of the Art Exhibition, analyse non sans polémique, l'émergence et la multiplication d'expositions rétrospectives au début du XXe siècle, une véritable manie, qui tend à conditionner notre approche de l'art ancien.

## Principales publications
En anglais
- Patrons and Painters, 1963
- Rediscoveries in Art, 1976
- avec Nicholas Penny, Taste and the Antique : the lure of classical sculpture, 1981
- History and its Images, 1993
- The Ephemeral Museum: Old Master Paintings and the Rise of the Art Exhibition, 2000
- The King's Pictures: The Formation and Dispersal of the Collections of Charles I and his Courtiers, 2013

En français
- La Norme et le Caprice : redécouvertes en art, aspects du goût et de la collection en France et en Angleterre, 1789-1914, trad. de l'anglais par Robert Fohr, Paris, Flammarion, 1986.
- avec Nicholas Penny, Pour l'amour de l'antique : la statuaire gréco-romaine et le goût européen, 1500-1900, trad. de l'anglais par François Lissarague, Paris, Hachette, 1988.
- De l'art et du goût, jadis et naguère, trad. de l'anglais par Jacques Chavy, Marie-Geneviève de La Coste-Messelière et Louis Evrard, Paris, Gallimard, 1989.
- Mécènes et peintres : l'art et la société au temps du baroque italien, trad. de l'anglais par Fabienne Durand-Bogaert, Andrée Lyotard-May et Louis Evrard, Paris, Gallimard, 1991.
- La Difficile Naissance du livre d'art, trad. par Marie-France de Paloméra et Marie Lionnard, Paris, Réunion des musées nationaux, 1992.
- L'Historien et les Images, trad. de l'anglais par Alain Tachet et Louis Évrard, Paris, Gallimard, 1995.
- Le Musée éphémère : les maîtres anciens et l'essor des expositions, trad. de l'anglais par Pierre-Emmanuel Dauzat, Paris, Gallimard, 2002.

### Filmographie
- Renan Pollès, Francis Haskell, questions de goût, documentaire de 43 minutes, Lézards associés, musée du Louvre, La Sept, 1990